# Dryobates
Genre
Dryobates est un genre d'oiseaux de la famille des Picidés (pics).

## Liste des espèces
Selon la classification de référence du Congrès ornithologique international (version 6.4, 2016) :
- Dryobates nuttallii — Pic de Nuttall (Gambel, 1843)
- Dryobates pubescens — Pic mineur (Linnaeus, 1766)
  - Dryobates pubescens glacialis (Grinnell, 1910)
  - Dryobates pubescens medianus (Swainson, 1832)
  - Dryobates pubescens fumidus (Maynard, 1889)
  - Dryobates pubescens gairdnerii (Audubon, 1839)
  - Dryobates pubescens turati (Malherbe, 1860)
  - Dryobates pubescens leucurus (Hartlaub, 1852)
  - Dryobates pubescens pubescens (Linnaeus, 1766)
- Dryobates scalaris — Pic arlequin (Wagler, 1829)
  - Dryobates scalaris cactophilus (Oberholser, 1911)
  - Dryobates scalaris eremicus (Oberholser, 1911)
  - Dryobates scalaris lucasanus (Xántus de Vésey, 1860)
  - Dryobates scalaris soulei (Banks, 1963)
  - Dryobates scalaris graysoni (Baird, SF, 1874)
  - Dryobates scalaris sinaloensis (Ridgway, 1887)
  - Dryobates scalaris scalaris (Wagler, 1829)
  - Dryobates scalaris parvus (Cabot, S, 1844)
  - Dryobates scalaris leucoptilurus (Oberholser, 1911)
- Dryobates cathpharius — Pic à plastron rouge (Blyth, 1843)
  - Dryobates cathpharius cathpharius (Blyth, 1843)
  - Dryobates cathpharius ludlowi (Vaurie, 1959)
  - Dryobates cathpharius pyrrhothorax (Hume, 1881)
  - Dryobates cathpharius tenebrosus (Rothschild, 1926)
  - Dryobates cathpharius pernyii (Verreaux, J, 1867)
  - Dryobates cathpharius innixus (Bangs & Peters, JL, 1928)
- Dryobates minor — Pic épeichette (Linnaeus, 1758)
  - Dryobates minor comminutus (Hartert, 1907)
  - Dryobates minor minor (Linnaeus, 1758)
  - Dryobates minor kamtschatkensis (Malherbe, 1860)
  - Dryobates minor immaculatus (Stejneger, 1884)
  - Dryobates minor amurensis (Buturlin, 1908)
  - Dryobates minor hortorum (Brehm, CL, 1831)
  - Dryobates minor buturlini (Hartert, 1912)
  - Dryobates minor danfordi (Hargitt, 1883)
  - Dryobates minor colchicus (Buturlin, 1908)
  - Dryobates minor quadrifasciatus (Radde, 1884)
  - Dryobates minor hyrcanus (Zarudny & Bilkevitch, 1913)
  - Dryobates minor morgani (Zarudny & Loudon, 1904)
  - Dryobates minor ledouci (Malherbe, 1855)

- Dryobates pernyii — Pic de Perny (Verreaux, 1867)